# Lorimar-Telepictures
Lorimar-Telepictures Corporation fue una empresa de entretenimiento establecida en 1985 con la fusión de Lorimar Television y Telepictures Productions . Con sede en los antiguos Metro-Goldwyn-Mayer Studios (ahora Sony Pictures Studios) en Culver City, California, sus activos incluían producción y sindicación de televisión (que operaba bajo el nombre de Lorimar-Telepictures), largometrajes, videos domésticos y transmisión.

## Historia
La fusión de Lorimar-Telepictures fue anunciada el 7 de octubre de 1985 por Merv Adelson.  El 19 de febrero de 1986, se completó la fusión. Lee Rich , uno de los otros fundadores de Lorimar, vendió sus acciones en 1986 y dejó la empresa.
En 1987, Lorimar-Telepictures decidió lanzar divisiones separadas con logotipos de marca, que son Lorimar Television para producción de televisión en red, Lorimar Syndication para transmisión y sindicación fuera de red, y Lorimar International para distribución de televisión, siendo Lorimar-Telepictures la empresa matriz de los grupos. Ambos habían utilizado Lorimar como nombres operativos a partir del 19 de enero de 1987.  Se informa que Robert Rosenbaum fue nombrado vicepresidente de producción en la unidad de Lorimar Television. También ese año, enfrentó una pérdida de $ 21,7 millones del estudio.
El 11 de enero de 1989, Warner Communications adquirió Lorimar-Telepictures después de deshacerse de la adquisición hostil de la empresa.

## Lista de películas/programas producidos/distribuidos por Lorimar-Telepictures
Nota: todas las series enumeradas aquí ahora son propiedad y están distribuidas por Warner Bros. Television Studios con algunas excepciones. 
- The $1,000,000 Chance of a Lifetime
- Aaron's Way (1988)
- ALF (1986–1989)
- ALF: The Animated Series (1987–1989)
- ALF Tales (1988–1989)
- Alvin and the Chipmunks (1983–1989)
- Animalympics
- Apple's Way
- Bad Men of Tombstone (1949)
- The Bat (1959)
- Behind the Screen
- Berrenger's
- The Best Times
- Big Shamus, Little Shamus
- Blood & Orchids
- The Blue Knight
- Boone
- The Boy Who Could Fly (1986)
- Bridges to Cross
- Cat People (1982)
- Catchphrase
- Chiller (1985)
- The Choirboys (1977)
- Club Med (1986)
- The Comic Strip
- Coming Out of the Ice (1982)
- Dallas (1986–1989)
- Dark Night of the Scarecrow (1981)
- Dark Victory (1976)
- The Days and Nights of Molly Dodd
- A Death in California
- Detective in the House
- Doc Elliot
- The Dollmaker (1984)
- Eight Is Enough: A Family Reunion (1987)
- Eight Is Enough
- Elephant Stampede (1951)
- Falcon Crest (1986–1989)
- Flamingo Road
- Flatbush
- Freddy's Nightmares (1988–1989)
- Friendly Persuasion (1956)
- Full House (1987–1989)
- Fun House
- Games People Play
- Ghost of a Chance
- Gorillas in the Mist (1988)
- The Greatest American Hero (1981-1983)
- Gumby (1987–1989)
- Hard Choices
- Here's Lucy
- The Hogan Family (1986–1989)
- Hothouse'
- House on Haunted Hill (1959)
- Into the Homeland (1987)
- It's a Living (1986-1989)
- Jack Frost
- Jack the Ripper (1988)
- Jake's Journey (1988–1989)
- Just Our Luck
- Kaz
- Killer Shark (1950)
- Knots Landing (1986–1989)
- Last Summer (1969)
- The Last Starfighter (1984)
- Legendary Ladies of Rock & Roll
- Light Blast (1985)
- Love Affair (1932)
- Love Connection (1986–1989)
- Made in Heaven
- Maggie Briggs
- Mama's Family
- "Master Harold"...and the Boys (1985)
- The Master of Ballantrae (1984)
- Matewan (1987)
- Max Headroom
- Mayberry R.F.D.
- Mazes and Monsters (1982)
- Midnight Caller (1988–1989)
- Mitchell (1975)
- The Morning After (1974)
- The Morning After (1986)
- My Favorite Martian
- Never Say Goodbye (1956)
- The New Dick Van Dyke Show
- One Big Family (1986–1987)
- Operation C.I.A. (1965)
- Our House
- The People's Court (Joseph Wapner era)
- Perfect Match
- Perfect Strangers (1986–1989)
- Real People
- The Redd Foxx Show (1986)
- Reunion at Fairborough (1985)
- Rituals
- Rowan & Martin's Laugh-In
- The Sea Wolves (1980)
- Second Serve
- Shattered Innocence (1988)
- She's the Sheriff (1987–1989)
- Sherlock Holmes Faces Death (1943)
- Sherlock Holmes in Washington (1943)
- SilverHawks
- Skag
- Snowfire (1958)
- Sorcerer (1977)
- Spies (1987)
- The Stranger Within (1974)
- Summer Girl
- Superior Court
- Tank (1984)
- Thundercats (1986–1989)
- Tickle Me (1965)
- Tormented (1960)
- Triumphs of a Man Called Horse (1983)
- Two Marriages
- The Waltons
- Warm Hearts, Cold Feet (1987)
- The Waverly Wonders
- Young Dillinger (1965)